# Hister opacus
Hister opacus är en skalbaggsart som beskrevs av Schmidt 1889. Hister opacus ingår i släktet Hister och familjen stumpbaggar. Inga underarter finns listade i Catalogue of Life.